# Exarcha
Az exarcha görög ἔξαρχος (exarkhosz) szóból származik, jelentése: fejedelem, helytartó.
Eredeti jelentéseként a Római Birodalomnak a keleti részében a több provinciából álló dioikésziszt (a polgári közigazgatás több tartományt magában foglaló kormányzati egység) vezető püspök neve volt.
Az első konstantinápolyi zsinat az efezusi, Egyiptomban az alexandriai, Oriensben az antióchiai, Pontusban a neocezáreai és Thrakia herakleai püspököket nevezte exarchának. Később ez a funkció átalakult, s megkapta a mai pátriárka nevet.
Jelenleg a keleti katolikus egyház egyházjoga szerint az exarcha egy olyan különleges körülmények miatt létrejött egyházkormányzati terület, amely nem eparchiaként létesítettek és területileg vagy más szempont szerint van körülhatárolva. Az exarcha vezetője nem feltétlenül püspök, áldozópap is lehet. Joghatóságát a kinevező hatóság nevében gyakorolja.
A római katolikus egyházban jogilag egyenlő megfelelője nincsen, de hasonló joghatósággal rendelkezik az apostoli vikárius, az apostoli adminisztrátor, valamint területi apát.
Magyarországon 1922 és 2015 között volt kinevezett exarcha, a Miskolci Apostoli Exarchátus vezetőjeként.